# Тофаларія

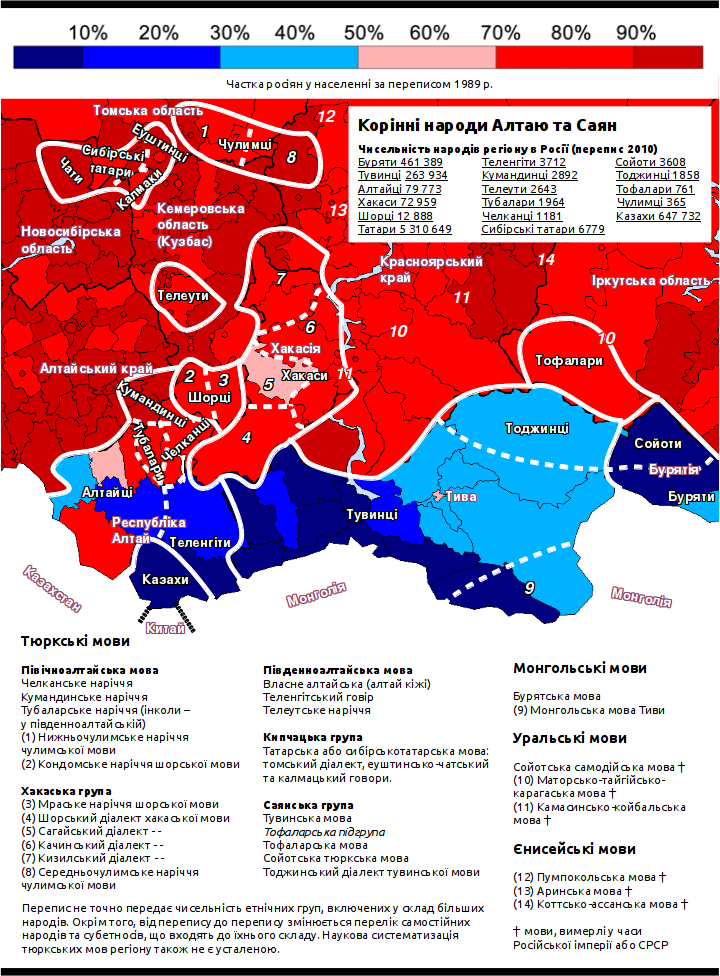
Кордони Тофаларії

Тофаларія — місце проживання однієї з наймалочисельніших етнічних груп у Росії і в Україні — тофаларів.
Тофаларія впродовж багатьох років була достатньо відокремленим регіоном, незважаючи на спроби асиміляції, таким і залишилася. До середини XX ст. була кордонним районом (межувала з Тувою на півдні). Тепер статусу прикордонного область не має, але все ж залишається відособленою частиною Російської Федерації. Тому Тофаларія не може слугувати місцем відпочинку для туристів.
Адміністративно Тофаларія так і не стала окремим округом певної національності (про автономію навіть не може бути й мови). Існувала як Тофаларський район Іркутської області до 1951 р. Потім її приєднували частиною до інших районів. Із 1965 р. отримала постійне місце в Нижньоудинському районі, проте чітких меж не має.

## Кліматичні особливості
Тофаларія досить нелегка місцевість для пішохідного туриста, адже аж 90 % її території займають середньогірські тайгові ландшафти. Інша територія — гірська тундра, яка майже не годиться для постійного проживання людей. Там є гірські хребти, висота яких досягає від 1600 до 2924 метрів, також є ущелини, каньйони та гольцеві тераси. Клімат — різко-континентальний. Більшу частину року опади випадають у вигляді снігу, але стійкий сніговий покрив утримується до 180 днів. У травні, серпні під час входження холодного повітря температура вночі досягає 5-8˚ вище нуля. Флора є типовою тайговою, де переважають гірсько-листяні та кедрові насадження.
Середньогірські тайгові ландшафти та гірська тундра створюють чудові умови для розвитку мисливського промислу. У Тофаларії розповсюджені білки, соболі, колонки, горностаї та північні олені та інші. У кедровиках багато кедрових горіхів, які є кормом для білок, соболів та інших тварин. Велика кількість лікарсько-технічної сировини (трави, камеді).
У Тофаларії багато природних ресурсів, майже всі елементи таблиці Менделєєва є в її надрах. Знайдені запаси золота, свинцю, урану, танталу, поліметалів та багато іншого.
У Тофаларії немає доріг, а з районним центром зв'язана за допомогою малої авіації — вертольотами. Зношеність літальних апаратів становить 80 %, а перевезеннями займається Нижньоудинський авіапідрозділ. Авіаперевезення пасажирів відбувається один раз на тиждень.

В усіх населених пунктах Тофаларії є клуби та бібліотеки, де поряд із книгами російською мовою є книги мовою тофаларів. У головному місті — Алигджер — є лікарня на п'ять місць. А в інших містечках — Гутарі та Нерхе — фельдшерсько-акушерські пункти.
У трьох населених пунктах Тофаларії проживають 1168 людей, із них саме тофаларів, корінних жителів, — 700 людей. Із них в Алигджері — 498, у селах Верхня Гутара — 448, Нерха — 222 людини.
Промислових підприємств на території Тофаларії немає. Робітниче населення займається мисливством, рибальством, діяльністю в бюджетній сфері.
У Тофаларії туристична інфраструктура зовсім не розвинута. Хоча називають її давно Сибірською Швейцарією. Тофаларія має величезний потенціал для розвитку рекреаційних ресурсів — ландшафти Східного Саяну, льодовики, водоспади та пороги на гірських ріках, блакитні озера серед вічної мерзлоти та альпійських луків.

## Основні географічні дані
Площа Тофаларії — 21,6 тисяч кв. км.

Найбільший населений пункт — поселення Алигджер. Також є села Нерха та Верхня Гутара. Вони були побудовані в кінці 20-х-40-х рр. XX ст. під час переходу тофаларі до осілого способу життя.

Кількість оленів — близько 200.

Найбільші ріки — Уда, Велика Бірюса, Мала Бірюса, Казир, Агул, Ія, Гутара.

Найвища точка — висота 2938 м, знаходиться на 20 км східніше від піку Піднебесного — 2872 м — у центрі Удинського хребта. Біля Піднебесного є ще одна відома вершина — пік Триангуляторів (2881 м). У південно-західній частині Тофаларії — пік Грандіозний (2891 м).

Основні хребти району — Удинський, Агульські Білки, Гутарський, Ергак-Тарган-Тайга, Бірюсинський, Джуглимський.

## Тофаларія в мистецтві
Красу Тофаларії та побут її мешканців змалював у своїх оповіданнях російський письменник Валентин Распутін.